# Yevgueni Ustiúgov
Yevgueni Románovich Ustiúgov (en ruso: Евгений Романович Устюгов; Krasnoyarsk, 4 de junio de 1985) es un deportista ruso que compitió en biatlón.
Participó en dos Juegos Olímpicos de Invierno, en los años 2010 y 2014, y aunque obtuvo tres medallas, dos en Vancouver 2010 y una en Sochi 2014, estas le fueron retiradas posteriormente por anomalías en su pasaporte biológico.
Ganó una medalla de plata en el Campeonato Europeo de Biatlón de 2009. Además, obtuvo dos medallas de plata en el Campeonato Mundial de Biatlón de 2011 y una medalla de plata en el Campeonato Europeo de Biatlón de 2011, que también perdió por dopaje.
Estudió Ingeniería Forestal en la Universidad Tecnológica Estatal de Siberia.

## Palmarés internacional
| Juegos Olímpicos   | Juegos Olímpicos      | Juegos Olímpicos | Juegos Olímpicos |
| Año                | Lugar                 | Medalla          | Prueba           |
| ------------------ | --------------------- | ---------------- | ---------------- |
| 2010               | Vancouver (Canadá)    | DSC              | Salida en grupo  |
| 2010               | Vancouver (Canadá)    | DSC              | Relevo           |
| 2014               | Sochi (Rusia)         | DSC              | Relevo           |
| Campeonato Mundial |                       |                  |                  |
| Año                | Lugar                 | Medalla          | Prueba           |
| 2011               | Janty-Mansisk (Rusia) | DSC              | Salida en grupo  |
| 2011               | Janty-Mansisk (Rusia) | DSC              | Relevo           |
| Campeonato Europeo |                       |                  |                  |
| Año                | Lugar                 | Medalla          | Prueba           |
| 2009               | Ufá (Rusia)           | Medalla de plata | Velocidad        |
| 2011               | Val Ridanna (Italia)  | DSC              | Individual       |